# ロベルト・カルモナ (陸上選手)
ロベルト・カルモナ（Roberto Carmona, 1969年9月17日 – ）は、メキシコのハードル競技選手。1988年ソウルオリンピックにおいて110mハードルに出場し、予選39位の成績を収めた。